# プロダクションデザイナー
プロダクションデザイナーは実写映画、特撮、CG作品、アニメーション作品などに於ける設計の総責任者。欧米では監督に次ぐ重要職でもある。

## 概要
主に世界観や舞台背景を主軸に、監督の意向を受けてデザイン及び設定を構築する。一定規模以上の作品の場合、複数以上のアートディレクター、コンセプトデザイナーなどを配下に置いて統括するポジションでもある。日本の実写映画、特撮などでは美術監督とクレジットされる事が多い。日本のアニメーション業界に於ける美術監督とは、基本的に職域が異なる。
ディズニー作品などでは古くからクレジットされている役職であり、ピクサー、ドリームワークスなどの海外作品では必ずクレジットされている。近年ではCGアニメーションの台頭により、国内作品でもその役職名を付けるケースが散見される。いわゆるアニメーション業界に於いては、誤訳に加えて業界独自の解釈が一人歩きしてしまい、なかなか定義しにくいポジションでもある。